# Rinderspalt
Rinderspalt ist in der Gerberei die Bezeichnung für einen Teil der zwischen der Oberhaut und der Unterhaut gelegenen bindegewebigen Lederhaut. Die Lederhaut wird in ihre Papillarschicht und die darunter liegende Retikularschicht unterteilt, der Rinderspalt besteht nur aus Anteilen der Retikularschicht. Diese setzt sich vor allem aus reißfesten Kollagenfasern und elastischen Fasern mit einem hohen Proteingehalt zusammen.
Rinderspalt wird teilweise auch zu Leder verarbeitet (siehe Spaltleder). Größtenteils aber findet er heute neben Schweineschwarten und Knochen Verwendung als proteinhaltiger Rohstoff zur Herstellung von Gelatine. Der Spalt wird in der Gerberei von seiner Oberhaut und dem Unterhautgewebe des Rindes getrennt und nachfolgend mit Salz oder Kalk konserviert sowie geschnitten. In Deutschland werden jährlich etwa 32.000 t Gelatine in Speisequalität hergestellt, die europäische Gesamtproduktion beträgt 120.000 t. Davon stammen 70 % aus Schweineschwarten, 18 % aus Knochen, 10 % aus Rinderspalt und 2 % aus sonstigen Rohstoffen.

## Belege
1. ↑  K. Rappold: Gelatine - Ein natürliches Nahrungsmittel. bmi aktuell 1/2004, Hrsg. Informationszentrale für Backmittel und Backgrundstoffe zur Herstellung von Brot und Feinen Backwaren e.V.
2. ↑  Homepage Gelatine Manufacturers of Europe (Memento des Originals vom 9. Januar 2016 im Internet Archive)  Info: Der Archivlink wurde automatisch eingesetzt und noch nicht geprüft. Bitte prüfe Original- und Archivlink gemäß Anleitung und entferne dann diesen Hinweis., abgerufen am 18. September 2008.